# 제4회 제주국제장애인인권영화제
제4회 제주국제장애인인권영화제는 2003년 5월 10일에 열린 시상식이다.

## 수상 및 후보

### 상영작
- 거북이 시스터즈 - 이영
- 장애도 멸시도 없는 세상에서 - 전경진
- 해 아래 모든 이의 평등을 위하여 - 박종필
- 저들이 지배하는 세상 - 노들장애인야간학교
- 세계인권선언의 역사
- 내려갑니다 올라갑니다 - 김광수
- 면접 보는 날 - 유상희
- 함께하는 세상
- 보치아 - 박건희
- 선희야 놀자
- 버스를 타자 - 박종필